# Список астероїдів (18401—18500)
| Назва                           | Тимчасове позначення | Дата відкриття    | Місце відкриття                | Відкривач                        |
| ------------------------------- | -------------------- | ----------------- | ------------------------------ | -------------------------------- |
| (18401) 1992 WE4                | 1992 WE4             | 21 листопада 1992 | Обсерваторія Кушіро            | Сейджі Уеда, Хіроші Канеда       |
| (18402) 1992 YU2                | 1992 YU2             | 26 грудня 1992    | Обсерваторія Ніхондайра        | Такеші Урата                     |
| 18403 Atsuhirotaisei            | 1993 AG              | 13 січня 1993     | Обсерваторія Кітамі            | Кін Ендате, Кадзуро Ватанабе     |
| 18404 Kenichi                   | 1993 FQ2             | 20 березня 1993   | Обсерваторія Кітамі            | Кін Ендате, Кадзуро Ватанабе     |
| (18405) 1993 FY12               | 1993 FY12            | 17 березня 1993   | Обсерваторія Ла-Сілья          | UESAC                            |
| (18406) 1993 FT14               | 1993 FT14            | 17 березня 1993   | Обсерваторія Ла-Сілья          | UESAC                            |
| (18407) 1993 FQ24               | 1993 FQ24            | 21 березня 1993   | Обсерваторія Ла-Сілья          | UESAC                            |
| (18408) 1993 FP30               | 1993 FP30            | 21 березня 1993   | Обсерваторія Ла-Сілья          | UESAC                            |
| (18409) 1993 FF36               | 1993 FF36            | 19 березня 1993   | Обсерваторія Ла-Сілья          | UESAC                            |
| (18410) 1993 FC51               | 1993 FC51            | 19 березня 1993   | Обсерваторія Ла-Сілья          | UESAC                            |
| (18411) 1993 FB82               | 1993 FB82            | 19 березня 1993   | Обсерваторія Ла-Сілья          | UESAC                            |
| 18412 Kruszelnicki              | 1993 LX              | 13 червня 1993    | Обсерваторія Сайдинг-Спрінг    | Роберт Макнот                    |
| 18413 Adamspencer               | 1993 LD1             | 13 червня 1993    | Обсерваторія Сайдинг-Спрінг    | Роберт Макнот                    |
| (18414) 1993 OY6                | 1993 OY6             | 20 липня 1993     | Обсерваторія Ла-Сілья          | Ерік Вальтер Ельст               |
| (18415) 1993 PW5                | 1993 PW5             | 15 серпня 1993    | Коссоль                        | Ерік Вальтер Ельст               |
| (18416) 1993 QW                 | 1993 QW              | 22 серпня 1993    | Паломарська обсерваторія       | Е. Гелін                         |
| (18417) 1993 QY9                | 1993 QY9             | 20 серпня 1993    | Обсерваторія Ла-Сілья          | Ерік Вальтер Ельст               |
| 18418 Ujibe                     | 1993 TV1             | 15 жовтня 1993    | Обсерваторія Кітамі            | Кін Ендате, Кадзуро Ватанабе     |
| (18419) 1993 TS20               | 1993 TS20            | 9 жовтня 1993     | Обсерваторія Ла-Сілья          | Ерік Вальтер Ельст               |
| (18420) 1993 TR25               | 1993 TR25            | 9 жовтня 1993     | Обсерваторія Ла-Сілья          | Ерік Вальтер Ельст               |
| (18421) 1993 TV34               | 1993 TV34            | 9 жовтня 1993     | Обсерваторія Ла-Сілья          | Ерік Вальтер Ельст               |
| (18422) 1993 UE6                | 1993 UE6             | 20 жовтня 1993    | Обсерваторія Ла-Сілья          | Ерік Вальтер Ельст               |
| (18423) 1993 UF7                | 1993 UF7             | 20 жовтня 1993    | Обсерваторія Ла-Сілья          | Ерік Вальтер Ельст               |
| (18424) 1993 YG                 | 1993 YG              | 17 грудня 1993    | Обсерваторія Оїдзумі           | Такао Кобаяші                    |
| (18425) 1993 YL                 | 1993 YL              | 18 грудня 1993    | Обсерваторія Оїдзумі           | Такао Кобаяші                    |
| 18426 Маффей (Maffei)           | 1993 YN2             | 18 грудня 1993    | Сормано                        | Енріко Колсані, Дж. Вентре       |
| (18427) 1994 AY                 | 1994 AY              | 4 січня 1994      | Обсерваторія Оїдзумі           | Такао Кобаяші                    |
| (18428) 1994 AC1                | 1994 AC1             | 7 січня 1994      | Обсерваторія Оїдзумі           | Такао Кобаяші                    |
| (18429) 1994 AO1                | 1994 AO1             | 8 січня 1994      | Обсерваторія Дінік             | Ацуші Суґіе                      |
| 18430 Бальзак (Balzac)          | 1994 AK16            | 14 січня 1994     | Обсерваторія Карла Шварцшильда | Ф. Бернґен                       |
| 18431 Stazzema                  | 1994 BM              | 16 січня 1994     | Обсерваторія Азіаґо            | Маура Томбеллі, Андреа Боаттіні  |
| (18432) 1994 CJ2                | 1994 CJ2             | 13 лютого 1994    | Обсерваторія Оїдзумі           | Такао Кобаяші                    |
| (18433) 1994 EQ                 | 1994 EQ              | 4 березня 1994    | Обсерваторія Оїдзумі           | Такао Кобаяші                    |
| 18434 Майксендрес (Mikesandras) | 1994 EW7             | 12 березня 1994   | Паломарська обсерваторія       | Керолін Шумейкер, Девід Леві     |
| (18435) 1994 GW10               | 1994 GW10            | 14 квітня 1994    | Паломарська обсерваторія       | PCAS                             |
| (18436) 1994 GY10               | 1994 GY10            | 14 квітня 1994    | Паломарська обсерваторія       | PCAS                             |
| (18437) 1994 JR                 | 1994 JR              | 5 травня 1994     | Паломарська обсерваторія       | Е. Гелін                         |
| (18438) 1994 JM6                | 1994 JM6             | 4 травня 1994     | Обсерваторія Кітт-Пік          | Spacewatch                       |
| (18439) 1994 LJ1                | 1994 LJ1             | 9 червня 1994     | Паломарська обсерваторія       | Е. Гелін                         |
| (18440) 1994 NV1                | 1994 NV1             | 8 липня 1994      | Коссоль                        | Ерік Вальтер Ельст               |
| (18441) 1994 PE                 | 1994 PE              | 5 серпня 1994     | Обсерваторія Пістоїєзе         | Андреа Боаттіні, Маура Томбеллі  |
| (18442) 1994 PK3                | 1994 PK3             | 10 серпня 1994    | Обсерваторія Ла-Сілья          | Ерік Вальтер Ельст               |
| (18443) 1994 PW8                | 1994 PW8             | 10 серпня 1994    | Обсерваторія Ла-Сілья          | Ерік Вальтер Ельст               |
| (18444) 1994 PL10               | 1994 PL10            | 10 серпня 1994    | Обсерваторія Ла-Сілья          | Ерік Вальтер Ельст               |
| (18445) 1994 PC12               | 1994 PC12            | 10 серпня 1994    | Обсерваторія Ла-Сілья          | Ерік Вальтер Ельст               |
| (18446) 1994 PN13               | 1994 PN13            | 10 серпня 1994    | Обсерваторія Ла-Сілья          | Ерік Вальтер Ельст               |
| (18447) 1994 PU13               | 1994 PU13            | 10 серпня 1994    | Обсерваторія Ла-Сілья          | Ерік Вальтер Ельст               |
| (18448) 1994 PW17               | 1994 PW17            | 10 серпня 1994    | Обсерваторія Ла-Сілья          | Ерік Вальтер Ельст               |
| 18449 Рікваутерс (Rikwouters)   | 1994 PT19            | 12 серпня 1994    | Обсерваторія Ла-Сілья          | Ерік Вальтер Ельст               |
| (18450) 1994 PG27               | 1994 PG27            | 12 серпня 1994    | Обсерваторія Ла-Сілья          | Ерік Вальтер Ельст               |
| (18451) 1994 PZ27               | 1994 PZ27            | 12 серпня 1994    | Обсерваторія Ла-Сілья          | Ерік Вальтер Ельст               |
| (18452) 1994 PL33               | 1994 PL33            | 10 серпня 1994    | Обсерваторія Ла-Сілья          | Ерік Вальтер Ельст               |
| (18453) 1994 TT                 | 1994 TT              | 2 жовтня 1994     | Обсерваторія Кітамі            | Кін Ендате, Кадзуро Ватанабе     |
| (18454) 1995 BF1                | 1995 BF1             | 23 січня 1995     | Обсерваторія Кійосато          | Сатору Отомо                     |
| (18455) 1995 DF                 | 1995 DF              | 20 лютого 1995    | Обсерваторія Оїдзумі           | Такао Кобаяші                    |
| (18456) 1995 ES                 | 1995 ES              | 8 березня 1995    | Обсерваторія Клеть             | Обсерваторія Клеть               |
| (18457) 1995 EX7                | 1995 EX7             | 5 березня 1995    | Нюкаса                         | Масанорі Хірасава, Шохеї Судзукі |
| 18458 Цезар (Caesar)            | 1995 EY8             | 5 березня 1995    | Обсерваторія Карла Шварцшильда | Ф. Бернґен                       |
| (18459) 1995 FD1                | 1995 FD1             | 28 березня 1995   | Обсерваторія Кушіро            | Сейджі Уеда, Хіроші Канеда       |
| 18460 Печкова (Peckova)         | 1995 PG              | 5 серпня 1995     | Обсерваторія Ондржейов         | Ленка Коткова                    |
| 18461 Seiichikanno              | 1995 QQ              | 17 серпня 1995    | Обсерваторія Наніо             | Томімару Окуні                   |
| 18462 Рікко (Ricco)             | 1995 QS2             | 26 серпня 1995    | Обсерваторія Сан-Вітторе       | Обсерваторія Сан-Вітторе         |
| (18463) 1995 SV16               | 1995 SV16            | 18 вересня 1995   | Обсерваторія Кітт-Пік          | Spacewatch                       |
| (18464) 1995 SK23               | 1995 SK23            | 19 вересня 1995   | Обсерваторія Кітт-Пік          | Spacewatch                       |
| (18465) 1995 SB34               | 1995 SB34            | 22 вересня 1995   | Обсерваторія Кітт-Пік          | Spacewatch                       |
| (18466) 1995 SU37               | 1995 SU37            | 24 вересня 1995   | Обсерваторія Кітт-Пік          | Spacewatch                       |
| (18467) 1995 SX52               | 1995 SX52            | 22 вересня 1995   | Обсерваторія Кітамі            | Кін Ендате, Кадзуро Ватанабе     |
| (18468) 1995 UE8                | 1995 UE8             | 27 жовтня 1995    | Обсерваторія Оїдзумі           | Такао Кобаяші                    |
| 18469 Hakodate                  | 1995 UC9             | 20 жовтня 1995    | Обсерваторія Тітібу            | Наото Сато, Такеші Урата         |
| (18470) 1995 UX44               | 1995 UX44            | 27 жовтня 1995    | Обсерваторія Кушіро            | Сейджі Уеда, Хіроші Канеда       |
| (18471) 1995 UZ45               | 1995 UZ45            | 20 жовтня 1995    | Коссоль                        | Ерік Вальтер Ельст               |
| (18472) 1995 VA1                | 1995 VA1             | 12 листопада 1995 | Обсерваторія Кітамі            | Кін Ендате, Кадзуро Ватанабе     |
| (18473) 1995 VK1                | 1995 VK1             | 15 листопада 1995 | Обсерваторія Кітамі            | Кін Ендате, Кадзуро Ватанабе     |
| (18474) 1995 WV3                | 1995 WV3             | 18 листопада 1995 | Обсерваторія Наті-Кацуура      | Йошісада Шімідзу, Такеші Урата   |
| (18475) 1995 WM7                | 1995 WM7             | 27 листопада 1995 | Обсерваторія Оїдзумі           | Такао Кобаяші                    |
| (18476) 1995 WR7                | 1995 WR7             | 27 листопада 1995 | Обсерваторія Оїдзумі           | Такао Кобаяші                    |
| (18477) 1995 WA11               | 1995 WA11            | 16 листопада 1995 | Обсерваторія Кітт-Пік          | Spacewatch                       |
| (18478) 1995 WT15               | 1995 WT15            | 17 листопада 1995 | Обсерваторія Кітт-Пік          | Spacewatch                       |
| (18479) 1995 XR                 | 1995 XR              | 12 грудня 1995    | Обсерваторія Оїдзумі           | Такао Кобаяші                    |
| (18480) 1995 YB                 | 1995 YB              | 17 грудня 1995    | Обсерваторія Оїдзумі           | Такао Кобаяші                    |
| (18481) 1995 YH                 | 1995 YH              | 17 грудня 1995    | Обсерваторія Оїдзумі           | Такао Кобаяші                    |
| (18482) 1995 YO                 | 1995 YO              | 19 грудня 1995    | Обсерваторія Оїдзумі           | Такао Кобаяші                    |
| (18483) 1995 YY2                | 1995 YY2             | 26 грудня 1995    | Обсерваторія Оїдзумі           | Такао Кобаяші                    |
| (18484) 1995 YB3                | 1995 YB3             | 27 грудня 1995    | Обсерваторія Галеакала         | NEAT                             |
| (18485) 1996 AB                 | 1996 AB              | 1 січня 1996      | Обсерваторія Оїдзумі           | Такао Кобаяші                    |
| (18486) 1996 AS2                | 1996 AS2             | 13 січня 1996     | Обсерваторія Оїдзумі           | Такао Кобаяші                    |
| (18487) 1996 AU3                | 1996 AU3             | 13 січня 1996     | Обсерваторія Кушіро            | Сейджі Уеда, Хіроші Канеда       |
| (18488) 1996 AY3                | 1996 AY3             | 13 січня 1996     | Обсерваторія Тітібу            | Наото Сато, Такеші Урата         |
| (18489) 1996 BV2                | 1996 BV2             | 26 січня 1996     | Касіхара                       | Фуміякі Уто                      |
| (18490) 1996 BG17               | 1996 BG17            | 24 січня 1996     | Сокорро (Нью-Мексико)          | Сокорро (Нью-Мексико)            |
| (18491) 1996 DP2                | 1996 DP2             | 23 лютого 1996    | Обсерваторія Оїдзумі           | Такао Кобаяші                    |
| (18492) 1996 GS2                | 1996 GS2             | 8 квітня 1996     | Станція Сінлун                 | SCAP                             |
| 18493 Demoleon                  | 1996 HV9             | 17 квітня 1996    | Обсерваторія Ла-Сілья          | Ерік Вальтер Ельст               |
| (18494) 1996 HH10               | 1996 HH10            | 17 квітня 1996    | Обсерваторія Ла-Сілья          | Ерік Вальтер Ельст               |
| (18495) 1996 HH24               | 1996 HH24            | 20 квітня 1996    | Обсерваторія Ла-Сілья          | Ерік Вальтер Ельст               |
| (18496) 1996 JN1                | 1996 JN1             | 9 травня 1996     | Обсерваторія Сайдинг-Спрінг    | Роберт Макнот                    |
| 18497 Невежиці (Nevezice)       | 1996 LK1             | 11 червня 1996    | Обсерваторія Клеть             | Мілош Тіхі, Зденек Моравец       |
| 18498 Сезаро (Cesaro)           | 1996 MN              | 22 червня 1996    | Прескоттська обсерваторія      | Пол Комба                        |
| (18499) 1996 MR                 | 1996 MR              | 22 червня 1996    | Обсерваторія Галеакала         | NEAT                             |
| (18500) 1996 NX3                | 1996 NX3             | 14 липня 1996     | Обсерваторія Ла-Сілья          | Ерік Вальтер Ельст               |

| ← Астероїди 10001—20000 → |             |             |             |             |             |             |             |             |             |
| 10001—10100               | 11001—11100 | 12001—12100 | 13001—13100 | 14001—14100 | 15001—15100 | 16001—16100 | 17001—17100 | 18001—18100 | 19001—19100 |
| 10101—10200               | 11101—11200 | 12101—12200 | 13101—13200 | 14101—14200 | 15101—15200 | 16101—16200 | 17101—17200 | 18101—18200 | 19101—19200 |
| 10201—10300               | 11201—11300 | 12201—12300 | 13201—13300 | 14201—14300 | 15201—15300 | 16201—16300 | 17201—17300 | 18201—18300 | 19201—19300 |
| 10301—10400               | 11301—11400 | 12301—12400 | 13301—13400 | 14301—14400 | 15301—15400 | 16301—16400 | 17301—17400 | 18301—18400 | 19301—19400 |
| 10401—10500               | 11401—11500 | 12401—12500 | 13401—13500 | 14401—14500 | 15401—15500 | 16401—16500 | 17401—17500 | 18401—18500 | 19401—19500 |
| 10501—10600               | 11501—11600 | 12501—12600 | 13501—13600 | 14501—14600 | 15501—15600 | 16501—16600 | 17501—17600 | 18501—18600 | 19501—19600 |
| 10601—10700               | 11601—11700 | 12601—12700 | 13601—13700 | 14601—14700 | 15601—15700 | 16601—16700 | 17601—17700 | 18601—18700 | 19601—19700 |
| 10701—10800               | 11701—11800 | 12701—12800 | 13701—13800 | 14701—14800 | 15701—15800 | 16701—16800 | 17701—17800 | 18701—18800 | 19701—19800 |
| 10801—10900               | 11801—11900 | 12801—12900 | 13801—13900 | 14801—14900 | 15801—15900 | 16801—16900 | 17801—17900 | 18801—18900 | 19801—19900 |
| 10901—11000               | 11901—12000 | 12901—13000 | 13901—14000 | 14901—15000 | 15901—16000 | 16901—17000 | 17901—18000 | 18901—19000 | 19901—20000 |